# Lasertrimmen
Als Lasertrimmen oder Laserabgleich bezeichnet man ein Verfahren zum Abgleich (Trimmen) von Bauteilen durch laserstrahlinduzierte Materialveränderungen.
Durch Laserabtrag können Widerstände in Dickschicht-, Dünnschichtschaltungen und auf integrierten Schaltkreisen auf den exakten Widerstandswert (Passivabgleich) oder die Funktion der Schaltung (Aktivabgleich) abgeglichen werden.

Weiterhin können mechanische Schwinger (zum Beispiel Zungen von Spieldosen und Akkordeons) auf die exakte Resonanzfrequenz abgeglichen werden.

## Laser-Widerstandsabgleich

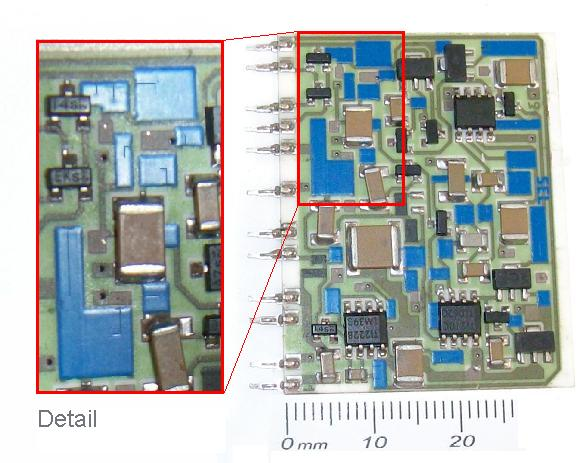
Bildausschnitt links: mit blauem Lack abgedeckte laserabgeglichene Widerstände einer Dickschichtschaltung (rechts)

Insbesondere Dickschicht-Widerstände besitzen technologiebedingt große Toleranzen. Durch Abtragen von Widerstandsmaterial (Einschnitte in die Schicht) mit einem fokussierten Laserstrahl wird der Querschnitt des Widerstands verringert oder dessen wirksame Länge vergrößert. Dadurch erhöht sich der elektrische Widerstand. Das Verfahren kann nur angewendet werden, wenn der ursprüngliche elektrische Widerstand zu niedrig ist.
Während des Trimmvorgangs wird das jeweilige Ausgangssignal ständig gemessen und mit dem Sollwert verglichen. Bei Erreichen des Sollwertes wird der Laserschnitt automatisch gestoppt.
Stammt das Ausgangssignal beim Aktivabgleich von einem Komparator beziehungsweise einem Schwellwertschalter, kann es direkt zum Abschalten des Lasers verwendet werden. Ein typisches Beispiel hierfür sind Näherungsschalter.
Sind beim Passivabgleich die Messung und die Datenübertragung zu langsam, kann auch schrittweise abgeglichen werden, d. h., es wird wechselweise getrimmt und gemessen. Je näher das Signal dem Sollwert kommt, umso kleiner wird die Schrittweite gewählt, um einen Überabgleich zu vermeiden. Typische Beispiele hierfür sind auch Frequenzabgleiche, da die Frequenzmessung durch Frequenzzählung prinzipbedingt oft zu langsam ist.
Aktive Filter erfordern oft auch eng tolerierte Kondensatoren. Die Grenzfrequenzen deren RC-Glieder können in manchen Fällen über einen Aktivabgleich der Widerstände korrigiert werden. Inzwischen gibt es jedoch auch lasertrimmbare Chip-Kondensatoren.
Auch SMD-Widerstände auf Leiterplatten können lasergetrimmt werden. Es werden vorgetrimmte Chip-Widerstände eingesetzt oder es wird ein Aktivabgleich durchgeführt, um den Einsatz von Potentiometern zu vermeiden.

### Lasertypen
Für Abgleichschnitte und -abtrag zum Abgleich von Dick-, Dünnschicht- und SMD-Widerständen sowie SMD-Kondensatoren werden gütegeschaltete Festkörperlaser eingesetzt.
Meist sind dies mit Bogenlampen oder mit Diodenlasern gepumpte Nd:YAG-Laser. Zur Erreichung kleinerer Fokusse und zur besseren Absorption werden diese oft frequenzverdoppelt, sodass sie statt im Infraroten (1064 nm) grün strahlen (532 nm). Das Pumpen mit Diodenlasern führt gegenüber lampengepumpten Systemen zu einer besseren und stabileren Strahlqualität.
Der Impulsbetrieb (Güteschaltung) erfolgt mit Wiederholfrequenzen von ca. 100 Hz bis einigen 10 kHz. Die Impulsdauern liegen um 100 ns, sodass die Wärmeeinflusszone gering bleibt. Dies und die in der Regel sehr hohe Strahlqualität (das bedeutet geringer Fokusdurchmesser) wirken sich positiv auf die Langzeitstabilität, Prozesssicherheit und Abgleichgenauigkeit aus.

### Schnittformen
Es werden gerade Schnitte von der Seite quer zur Widerstandsbahn ausgeführt. Bei hohen Abgleichgenauigkeiten verwendet man den sogenannten L-Schnitt, der aus einem Quer-Einschnitt und einem daran anschließenden, längs zur Widerstandsbahn verlaufenden Schnitt besteht. Letzterer verursacht eine geringere Widerstandsänderung pro Schnittlänge und erlaubt daher einen feineren Abgleich.
Bei Kondensatoren wird die Deckelektrode abgetragen. Dabei muss durch geeignete Absorptionstiefe und/oder Impulsenergie sowie die Impulsdauer erreicht werden, dass das darunterliegende Dielektrikum nicht beschädigt wird.

### Langzeitstabilität
Die Bereiche um die Laserschnitte führen zu verminderter Langzeitstabilität der Widerstände, da hier Ausgleichsvorgänge stattfinden und Umwelteinflüsse zu Veränderungen führen. Daher werden abgeglichene Widerstände häufig durch eine Lackschicht geschützt. Die exakte Fokussierung des Lasers hat einen wesentlichen Einfluss auf die Stabilität.

### Abgleich mit Druckkammer
Druckkammern werden beim Abgleich von Platinen und anderen großflächigen flachen Schaltungsträgern eingesetzt. Eine auf die Platine abgesenkte Druckluftkammer mit Dichtung gleicht hierbei den Kontaktdruck der Messnadeln (Starrnadeladapter) aus, um eine Durchbiegung der Platine zu verhindern. Dies ist bei gleichzeitiger Kontaktierung vieler Punkte nötig, um eine Abweichung der Fokuslage (Defokussierung) des Lasers zu vermeiden.
Die Kontaktierung erfolgt von unten, der Laserstrahl kommt von oben. Er tritt durch ein entspiegeltes Fenster in die Kammer ein.
Zusätzlich wird die Kammer mit Druckluft durchströmt, wodurch der Abbrand weggebracht und eine Verschmutzung des Schaltungsträgers verhindert wird.
Ablauf

Laserabgleich mit Druckkammer

1. Adapter unterstützt die Platine von unten
2. Druckkammer fährt von oben auf die Platine und dichtet ab
3. Gegendruck zur Kompensation der Kontaktierung wird aufgebaut
4. Strömung saugt Schmutz und Abbrandpartikel ab
5. Kontaktierstifte kontaktieren das Substrat
6. Widerstände werden auf ihre Werte gemessen
7. Laser trimmt die gedruckten Widerstände, bis sie ihren Sollwert erreichen

Vorteile vom Abgleichen in der Druckkammer
- Alle Widerstände können in einem Durchgang getrimmt werden → 100 % Abgleichfreiheit
  - Große Zeitersparnis für den ganzen Trimmprozess → einmaliges Handling
  - Platinen kommen nach dem Trimmen fertig heraus → kein Zwischenhandling mehr
  - Es wird nur noch ein Adapter pro Platine benötigt
  - Einmaliges Händling in der Maschine = weniger Stress für Platinen
- Effektive Absaugung vom Laserabbrand verhindert Platinenverschmutzung
- Es werden keine großen Testpunkte zwischen den Widerständen mehr benötigt
- Kontaktierung von unten auf die Goldseite
  - Zum Testen können die bestehenden Goldflächen verwendet werden
  - Die eingesetzten Starrnadeladapter können  auf 100 µm Strukturen kontaktieren
  - Beim Prüfen können Pitchabstände von 200 µm aufgelöst werden
  - Große Testpunkte entfallen, wodurch die Platinen kleiner gestaltet werden können
  - Keine Laserabbrand auf Adapter, da dieser durch Platine abgedeckt ist

### Aktiv-Abgleich von Schaltkreisen
Laserabgleich von integrierten Schaltkreisen findet zum Beispiel bei FET-Operationsverstärkern statt, um deren herstellungsbedingte Toleranzen der Offsetspannung zu verringern.

## Abgleich von mechanischen Schwingern
Bekannt ist das Abgleichen von Zungen, die zur Tonerzeugung in Spieldosen und Akkordeons eingesetzt werden. Es kann im Gegensatz zu Widerständen ein Ab- und auch ein Aufgleich durchgeführt werden – je nachdem, ob Masse am Ende abgetragen wird oder die Federkonstante im Bereich der Biegebeanspruchung verändert wird.